# Lilla Gloholm
Lilla Gloholm är en ö i Finland.   Den ligger i kommunen Pargas i den ekonomiska regionen  Åboland  och landskapet Egentliga Finland, i den sydvästra delen av landet, 210 km väster om huvudstaden Helsingfors. Arean är 0,67 kvadratkilometer.
Terrängen på Lilla Gloholm är mycket platt. Öns högsta punkt är 20 meter över havet. Den sträcker sig 2,0 kilometer i nord-sydlig riktning, och 0,6 kilometer i öst-västlig riktning.